# ایلیز بوساگلیا
ایلیز بوساگلیا (انگلیسی: Élise Bussaglia؛ زادهٔ ۲۴ سپتامبر ۱۹۸۵) یک بازیکن فوتبال فرانسوی است که برای باشگاه دیژون فرانسه از دسته 1 زنانه بازی می کرد. او در پست هافبک بازی می کرد و عضو تیم ملی فوتبال زنان فرانسه بود. بوساگلیا برنده سابق اتحادیه ملی فوتبالیست های حرفه ای (UNFP) بازیکن زن سال است که پس از یک فصل موفق ۲۰۱۱-۲۰۱۰ با پاری سن ژرمن این جایزه را کسب کرده است.
از باشگاه‌هایی که در آن بازی کرده‌است می‌توان به باشگاه فوتبال زنان وولفسبورگ، باشگاه فوتبال زنان پاری سن ژرمن، مرکز آکادمی فوتبال کلیر فونتین، باشگاه فوتبال زنان مون‌پلیه، باشگاه ورزشی مون‌پلیه، باشگاه فوتبال زنان بارسلونا، باشگاه فوتبال پاری سن-ژرمن، و باشگاه فوتبال زنان المپیک لیون اشاره کرد.
وی همچنین در تیم ملی فوتبال زنان فرانسه بازی کرده‌است.